# Пелевин (ручей)
Пелевин — ручей в России, протекает в Арефинском сельском поселении Рыбинского района Ярославской области, левый приток реки Павловки, которая также часто называется Саха.

## Данные водного реестра
По данным государственного водного реестра России относится к Верхневолжскому бассейновому округу, водохозяйственный участок реки — Рыбинское водохранилище до Рыбинского гидроузла и впадающие в него реки, без рек Молога, Суда и Шексна от истока до Шекснинского гидроузла, речной подбассейн реки — Реки бассейна Рыбинского водохранилища. Речной бассейн реки — (Верхняя) Волга до Куйбышевского водохранилища (без бассейна Оки).
Код объекта в государственном водном реестре — 08010200412210000010222.

## Описание
Имеет исток на расстоянии около 3 км на юг от деревни Локтево на границе Арефинского и Назаровского сельских поселений. Исток находится в болотистом ненаселённом лесу, на высоте около 145 м, на небольшой возвышенности, разделяющей притоки Ухры, текущие на север, и Волги, текущие на юг. Течёт в северном и северо-восточном направлении, притоки ручья имеют схожее происхождение и направление течения. В лесном и малонаселённом краю вдоль ручья Пелевина и притоков и реки Павловки концентрируется ряд небольших деревень.
Через 3 км от истока ручей выходит из леса на открытую местность, сельскохозяйственные угодья протянулись вдоль просёлочной дороги, соединяющей деревни Локтево, Ушаково, Долгий Луг, Ивановское и Поповское. Пелевин пересекает эту дорогу между Локтевом (на левом берегу) и Ушаковом (на правом берегу), а в центре деревни Локтево протекает не названный на карте ручей, впадающий в Пелевин слева, примерно через 1 км ниже по течению. Далее Пелевин около 3 км течёт по лесу. Вдоль него следует дорога Ананьино — Локтево, единственная, связывающая названные выше деревни с наиболее крупной в бассейне Пелевина деревней Ананьино, а через неё и с окружающим миром. Ручей дважды пересекает эту дорогу. Миновав 3 км леса, ручей вновь выходит на открытую местность. На левом берегу стоит деревня Пелевино, а через 1 км Ананьино. В центре Ананьина в Пелевин слева впадает ручей Кисимов. Напротив Ананьина, но несколько ниже по течению, на обрывистом правом берегу стоит деревня Княжево. Ананьино и Княжево связаны деревянным мостом, перекинутым через Пелевин. Ниже Княжева Пелевин впадает слева в реку Павловка (Саха).

## Кисимов
Левый приток Пелевина. Имеет исток в 2 км к северу от деревни Локтево. Протекает на северо-восток через деревни Починок (на правом берегу) и Кисимово (на левом). После деревни Кисимово, сделав крутой поворот на юго-восток, впадает в Пелевин в центре деревни Ананьино.